# Malayopotamon granulosum
Malayopotamon granulosum is een krabbensoort uit de familie van de Potamidae. De wetenschappelijke naam van de soort is voor het eerst geldig gepubliceerd in 1937 door Balss.